# Musulmanes (nacionalidad)
Musulmanes como nacionalidad (en bosnio: Muslimani, en serbocroata: Муслимани) fue el término utilizado en la República Federal Socialista de Yugoslavia para describir a los pueblos eslavos que practican el islam. Según el censo de 1991, aproximadamente 1.905.000 habitantes (el 4,4% de la población yugoslava) se declararon de nacionalidad musulmana. 
Después de la desintegración de Yugoslavia durante la década de 1990 y la formación de Bosnia-Herzegovina como Estado independiente, los musulmanes bosnios pasaron a llamarse bosníacos y son una nación oficial e históricamente reconocida.[cita requerida] También en otras partes de la antigua Yugoslavia adquirieron otros nombres, como goranis, pomacos o torbeshi. No obstante, todavía hay gente que prefiere declararse simplemente de nacionalidad musulmana.

## Historia
La Constitución de la República Federal Socialista de Yugoslavia reconoció dos grupos: narodi, lo que significa «pueblo» (los naturales, las naciones que fueron nombradas explícitamente en la Constitución), y los narodnosti («nacionalidad» o «minoría»). En un debate en 1960, muchos intelectuales musulmanes de la Liga de los Comunistas de Yugoslavia afirmaban que los musulmanes yugoslavos eran eslavos de religión islámica. Como compromiso, la Constitución yugoslava fue enmendada en 1968 y se añadieron al listado los musulmanes por nacionalidad. Empezó a diferenciarse a los musulmanes con la «M» mayúscula para denominar la nacionalidad, y con la «m» minúscula para denominar a los practicantes del Islam.

## Datos estadísticos
- En Serbia, en el censo de 2002 que cubrió el territorio de Serbia Central y Vojvodina (sin Kosovo), 19.503 personas se declararon como musulmanes por nacionalidad y 136.087 como bosníacos.[1]
- En Montenegro, según el censo de 2003, 24.625 (3,97%) habitantes se declararon como musulmanes por nacionalidad, y 48.184 (7,77%) como bosníacos.
- En la Macedonia del Norte, el censo de 2002 registró 17.018 bosníacos[2] y el número de los musulmanes por nacionalidad fue bastante menor. También es importante el dato en el que muchos pomacos y los beshi se declararon como musulmanes por nacionalidad antes de 1990.
- En Croacia, según el censo de 2001 la comunidad musulmana contaba con 56.777[3] personas, de las cuales 20.755[4] se declaran como bosníacos.
- En Eslovenia, en el censo de 2002, 21.542 personas se declararon como bosníacos, 8062 como bosnios y 10.467 como musulmanes por nacionalidad.[5]